# Кошечкін Борис Кузьмич
Борис Кузьмич Кошечкін (нар. 28 грудня 1921) — радянський офіцер-танкіст, Герой Радянського Союзу (1944), учасник німецько-радянської війни.

## Біографія
Народився 28 грудня 1921 року в селі Бекетовка нині Вешкаймского району Ульяновської області в сім'ї службовця. Росіянин. У 1936 році з батьками переїхав у Хабаровськ. У 1937 році закінчив Ульяновський педагогічний технікум, а в 1938 році – курси удосконалення вчителів при Ульянівському педагогічному інституті. У 1938-39 роках працював учителем у Ново-Погорілівській неповній середній школі. По закінченні навчального року завербувався на роботу на Далекий Схід у Хабаровськ.
У Червоній Армії з 1940 року. У 1942 році закінчив Казанське танкове училище. Учасник німецько-радянської війни з 1943 року. 
Командир танкової роти 13-й гвардійської танкової бригади (4-й гвардійський танковий корпус, 60-та армія, 1-й Український фронт) гвардії лейтенант Борис Кошечкін 7 березня 1944 у важких умовах бездоріжжя вів розвідку в тилу противника. Вийшовши на шосе Збараж-Тернопіль, відрізав шлях відходу танкам і автомашинам супротивника. Вклинившись в колону противника, знищив вогнем з танкової гармати, кулеметом і гусеницями багато живої сили і бойової техніки супротивника. Першим увірвався на танку в Тернопіль, підпалив два фашистських танки, знищив протитанкову гармату разом з обслугою.
29 травня 1944 року гвардії лейтенанту Кошечкіну Борису Кузьмичу присвоєно звання Героя Радянського Союзу з врученням ордена Леніна і медалі «Золота Зірка» (№ 3676). 
У 1948 році закінчив Військову академію бронетанкових і механізованих військ. Працював старшим викладачем Київського вищого військового училища.
З 1972 року полковник Б.К. Кошечкін у запасі. Живе Києві. Працював старшим інструктором організаційного управління Українського кооперативного союзу. Вийшовши на пенсію вів активну громадську роботу. 
Указом Президента України від 5 травня 2008 Герою Радянського Союзу Б.К. Кошечкіну присвоєно звання генерал-майора . 